# Alicia Monti
Alicia Monti (ca. 1965) es una destacada bailarina, milonguera y coreógrafa de tango argentina. Conocida mundialmente desde que integró el elenco del espectáculo Tango Argentino de Claudio Segovia y Héctor Orezzoli, a fines de la década de 1980, con su pareja de baile Carlos Copello. Integró también los elencos de Forever Tango, Tango Pasión y Tango X2.. Participó en varios películas sobre tango: La lección de tango de Sally Potter (1997), Tango: the obsession (1998) y Learn to tango with Carlos and Alicia (2000), ambas dirigidas por Adam Boucher y Tango the seduction (2007) de Carlos Copello.

## Biografía
Alicia Monti se formó como bailarina clásica en la escuela del Teatro Colón de Buenos Aires, integrando luego el Ballet del Teatro Colón. En 1981 comenzó a bailar tango profesionalmente formando pareja con Carlos Copello.
En la segunda mitad de la década de 1980, y luego del éxito mundial alcanzado por Tango Argentino con los estrenos en París (1983) y sobre todo Broadway (1985), Claudio Segovia y Héctor Orezzoli los convocaron para integrar el elenco que recorrió el mundo hasta 1992, incluyendo las importantes presentaciones en Londres (1991) y Buenos Aires (1992).
Luego integraron los elencos de las presentaciones tangueras más destacadas, como Forever Tango, Tango Pasión y Tango X2. En 1997 actuaron interpretando una pareja de baile en las películas La lección de tango de Sally Potter, y en 1998 en Tango: the obssession de Adam Boucher.
En 1999/2000 volverían a integrar el elenco de Tango Argentino en Broadway, resultando la obra nominada para los Premios Tony, en la categoría Mejor Revival de un Musical.
En 2000 filmaron la serie de cuatro videos Learn to tango with Carlos and Alicia, dirigida por Adam Boucher. En 2002 integraron el elenco de Sólo tango, The show, dirigido por Dolores de Amo.
En 2005 formó pareja de baile con el estadounidense Timothy Ferriss, llegando a las semifinales de la tercera edición del Campeonato Mundial de Baile de Tango de Buenos Aires. En 2006 Monti y Ferris se presentaron en el popular show televisivo Live with Regis and Kelly, en el que establecieron un récord Guiness sobre baile de tango.
En 2007 participó de la película en DVD Tango The Seduction, dirigida por Carlos Copello, con quien forma pareja de baile en el film.

## Filmografía
- La lección de tango (1997) de Sally Potter
- Tango: the obssession (1998) de Adam Boucher
- Tango The seduction (2007), dirigida por Carlos Copello
- Learn to tango with Carlos and Alicia (4 videos) (2000) Adam Boucher